# Algot Lange
Algot Lange (født 17. april 1850 i Kalmar, død 13. marts 1904 i Paris) var en svensk operasanger. I 1876 ægtede han Ina Forstén.
Lange blev student i Uppsala 1869 og begyndte at studere jura, men afbrød sine studier for at lade sin barytonstemme uddanne og blev 1872 engageret ved den svenske opera i Helsinki. 1877—78 studerede han sang i Paris hos Bussini og ved konservatoriet og debuterede 1878 på Stora teatern i Stockholm som Bellamy i Villars Dragoner og Lothario i Mignon. I 1884 blev han, efter at han under den svenske operas besøg i København havde vakt stor opmærksomhed, særlig som toreadoren i Carmen, engageret her ved operaen og debuterede 2. september 1884 som Don Juan. Hans i sanglig og dramatisk henseende fremstilling skaffede ham straks en position, der yderligere befæstedes ved hans karakterfulde udførelse af Mefistofeles, både i Boitos og Gounods operaer, af greven i Figaros Bryllup, Daland i Den flyvende hollænder, Wotan i Valkyrien, Don Bazile i Barberen og mange flere.
I 1895 opgav han sin sceniske virksomhed for udelukkende at hengive sig til lærergerningen, først i København, senere i Stockholm. Allerede 1887 havde nemlig Lange, der følte sig utilfreds med resultatet af sin virksomhed, nærmest fordi han tvivlede på den rette kunstneriske anvendelse af sine naturlige stemmemidler, genoptaget sine sangstudier først hos Garss i Bremen, senere hos Tørsleff og Armin i Leipzig, og de derved indvundne resultater, der stod i stærk modstrid med de af ham tidligere anvendte metoder, har han nedlagt i en lille bog Om Sang (1898). Ved siden af sin sceniske virksomhed var Lange en hyppig og skattet gæst i koncertsalen, hvor hans bløde, indsmigrende stemme, hans intelligente og udpenslede foredrag kom bedre til sin ret end på den store scene med tilhørende orkester, og her havde han dannet sin egen specialitet ved foredraget af Schumannske romancer og gamle franske sange.